# I ragazzi di Timpelbach
I ragazzi di Timpelbach (Les Enfants de Timpelbach) è un film del 2008 diretto da Nicolas Bary.
Pellicola fantasy e d'avventura francese con soggetto tratto dal romanzo Timpetill. La città senza genitori scritto da Henry Winterfeld nel 1937.

## Trama
Manfred Timpelbach è un ragazzino che vive in un villaggio remoto, apparentemente idilliaco, ma con dei bambini che si divertono a fare scherzi ai loro coetanei e agli adulti.
Gli adulti esasperati, vogliono dare loro una lezione, simulando un abbandono, per spaventarli e portarli alla ragione. Pertanto lasciano il borgo durante la notte, con l'intenzione di tornare alla fine della giornata. L'esperienza degli adulti diventa un dramma quando, persi nella foresta, vengono arrestati e imprigionati da soldati stranieri che li accusano di tentare l'invasione del loro paese. Realizzano quindi, in aggiunta alla loro posizione, che hanno lasciato soli al villaggio i bambini per un lungo periodo di tempo.
A Timpelbach, i bambini hanno poi dato vita ad una specie di organizzazione per rilanciare il paese e soddisfare le loro esigenze, creando rapidamente due bande rivali: una guidata da Oscar, che vive nella violenza e nell'eccesso e l'altra costituita intorno a Manfred e Marianne, più ragionevole e alla ricerca di ricreare una vera e propria copia del sistema moralistico dei genitori.